# Unidad de Promoción y Desarrollo
Las Unidades de Promoción y Desarrollo (UPD) son proyectos que colaboran en la preparación, acompañamiento y evaluación de los proyectos de Escuelas Taller, Casas de Oficios y Talleres de Empleo.

## Objetivos
Las UPDs, buscan las potencialidades de desarrollo y empleo de su territorio, elaborando planes integrales de intervención y proyectos de desarrollo y fomentando, bien directamente o en colaboración con las entidades promotoras, la inserción laboral de los participantes en dichos proyectos.

## Origen
El Programa de Escuelas Taller y Casas de Oficios, del Servicio Público de Empleo de España, se crea en 1985 para luchar contra unas altas tasas de desempleo de jóvenes con bajos niveles formativos y graves problemas de inserción laboral e integración social. 
Para ello se aprovechó, por un lado, la existencia de maestros artesanos de oficios en trance de desaparición, empleándolos como formadores, y, por otro, la de un rico patrimonio histórico necesitado de acciones que detuvieran su deterioro fomentando su rehabilitación.

## Familias profesionales
Turismo y hostelería, Industria de la madera y el mueble, Medio ambiente, Edificación y obras públicas,  Artesanía, Servicios a la comunidad y personales, Metal y forja, Agricultura, pesca e industrias alimentarias,  Comunicación, Automoción, Montaje, mantenimiento y reparación, etc.    